# Film Stars Don’t Die in Liverpool
Film Stars Don’t Die in Liverpool (engl. für „Filmstars sterben nicht in Liverpool“) ist eine britische Filmbiografie von Paul McGuigan von 2017. Der Film erzählt von der Schauspielerin Gloria Grahame und ihrer Beziehung zu dem jungen Schauspieler Peter Turner, auf dessen Memoiren das Drehbuch basiert.

## Handlung
Großbritannien 1981. Während sie sich auf ihren Auftritt im Stück The Glass Menagerie vorbereitet, bricht die achtundfünfzigjährige Gloria Grahame in ihrer Garderobe zusammen. Sie kontaktiert ihren ehemaligen Liebhaber, den fast 30 Jahre jüngeren britischen Schauspieler Peter Turner, und bittet ihn, bei seiner Familie in Liverpool unterkommen zu können. Ihre gesundheitlichen Problemen stuft sie als extreme Verdauungsstörungen ein.
Trotz der Feindseligkeit ihres letzten Treffens einige Monate zuvor in New York, ist Peter bereit, Gloria bei sich und seiner Familie aus der Arbeiterklasse aufzunehmen. Bald erkennt er, dass ihre gesundheitlichen Probleme mehr als bloße Verdauungsstörungen sind, respektiert jedoch ihren Wunsch, weder in ein Krankenhaus gebracht zu werden, noch Kontakt mit ihrer Familie in den USA aufzunehmen. In Rückblenden werden Schlüsselmomente in Glorias und Peters zweijähriger Beziehung gezeigt, seit sie sich 1979 als Nachbarn in einem heruntergekommenen Mietshaus in London zum ersten Mal begegneten.
Auch Glorias vergangene vier Ehen – darunter eine mit ihrem ehemaligen Stiefsohn –, ihre vier inzwischen erwachsenen Kinder und ihre Widerstände, sich dem Älterwerden zu stellen, werden beleuchtet.

## Hintergrund
Pläne, Peter Turners Memoiren Film Stars Don't Die in Liverpool zu verfilmen, reichen zurück bis in die Zeit ihrer Veröffentlichung 1987, als David Puttnam die Verfilmungsrechte erwarb. Nach Turners Aussagen interessierten sich unter anderem Joan Collins, Whoopi Goldberg, Madonna und Barbara Hershey für die Rolle der Gloria Grahame. Die einzige Biographie über Grahame trug den Titel „Suicide Blonde“ und schien Grahame auf ihre Leinwand-Persona zu reduzieren. Turners Wunsch war es, dieses Bild zu korrigieren.
Ein Umstand in Grahames Leben, der laut Turner zuvor nie berücksichtigt wurde, waren die Folgen von Grahames Zeit als MGM- und RKO-Vertragsstar: Diese Zeit habe sie gezeichnet und auf eine Art imagebewusst gemacht, die erklären könnte, warum sie ihren Kampf gegen den Krebs später selbst vor engen Freunden und ihrer Familie geheim hielt.

## Produktion
Der Film wurde in Liverpool, in London und in den Pinewood Studios gedreht. Für die in New York City und Malibu spielenden Szenen wurden Rückprojektionen eingesetzt. Die Szene mit Vanessa Redgrave wurde an einem spielfreien Tag gedreht, als sie im Almeida Theatre an der Seite von Ralph Fiennes in Shakespeares Richard III. auf der Bühne stand.
Der im Abspann des Films zu hörende Song You Shouldn’t Look at Me That Way wurde von Elvis Mitchell geschrieben und von dem britischen Singer-Songwriter Elvis Costello gesungen.
Die deutsche Synchronisation entstand nach einem Dialogbuch und der Dialogregie von Klaus Hüttmann im Auftrag der Interopa Film GmbH, Berlin. Nicolás Artajo spricht in der deutschen Fassung Peter Turner, und Traudel Haas leiht Annette Bening ihre Stimme.
Film Stars Don’t Die in Liverpool feierte am 1. September 2017 im Rahmen des Telluride Film Festivals seine Premiere und wurde ab 9. September 2017 im Rahmen des Toronto International Film Festivals vorgestellt. Im Oktober 2017 erfolgte eine Vorstellung im Rahmen des London Film Festivals. Am 17. November 2017 kam der Film in die Kinos im Vereinigten Königreich und am 29. Dezember 2017 in ausgewählte US-amerikanische Kinos. Am 5. April 2018 startete der Film in Deutschland.

## Rezeption

### Altersfreigabe
In den USA erhielt der Film von der MPAA ein R-Rating, was einer Freigabe ab 17 Jahren entspricht. In Deutschland ist der Film FSK 6. In der Freigabebegründung heißt es: „Der ruhig und sehr einfühlsam erzählte Film konzentriert sich ganz auf seine sympathischen Figuren, deren Gefühle und Konflikte, die auch in Rückblenden beleuchtet werden. Kinder im Vorschulalter können durch die Themen Krankheit und Tod sowie die emotionale Intensität des Films überfordert werden. Doch bereits 6-Jährige sind in der Lage, sich ausreichend von dem Geschehen zu distanzieren, das ihnen kaum Anknüpfungspunkte zu ihrem eigenen Erleben bietet.“

### Kritiken
Der Film konnte bislang 80 Prozent der Kritiker bei Rotten Tomatoes überzeugen.
Antje Wessels erkennt in Paul McGuigans Film einen interessanten erzählerischen Kniff: „Erzählt er einen Teil der Geschichte zunächst ausschließlich aus der Sicht von Peter und lässt damit nicht nur einige elementare Fragen zur Beziehung offen, sondern auch Gloria nach und nach in einem unrühmlichen Licht erscheinen, wechselt er schließlich die Perspektive und begibt sich an die Seite von Gloria. Das sorgt nicht bloß dafür, dass sich der Zuschauer zu gleichen Teilen mit beiden Figuren identifizieren kann, es verhilft dem Film außerdem zu einer schönen Dynamik – und wer mit der Vita der Schauspielerin nicht ganz so vertraut ist, dürfte sogar eine twistähnliche Überraschung erleben.“ Wessels resümiert, mit seiner detailverliebten Ausstattung mute das biographische Drama tatsächlich wie ein Film an, der direkt in den späten 1970er Jahren entstanden sein könnte. Auch wenn es Film Stars Don’t Die in Liverpool in letzter Instanz vielleicht ein wenig an Höhepunkten fehle, machten nicht nur die beiden Hauptdarsteller den Film sehenswert.
Björn Hayer von der Neuen Zürcher Zeitung sagt, auch wenn man dem Hollywoodkino manchmal abschätzig seinen Gefühlspathos vorwerfe, beherrsche McGuigan die hohe Kunstfertigkeit, die nötig ist, um es stilecht zu erzeugen, in Perfektion, und er wisse, wie man Atmosphären herstellt und ganze Seelenzustände in pointierte Aufnahmen einfasst. Über Annette Bening sagt Hayer, diese mime jene Hollywood-Diva, die einstmals mit Rollen in Ist das Leben nicht schön? oder Stadt der Illusionen berühmt wurde mit großer Leidenschaft und der nötigen Fragilität. Auch Ann Mayer vom SRF spricht Bening das größte Lob aus, deren Darstellung der in die Jahre gekommenen Hollywood-Diva schlichtweg atemberaubend sei.
Wendy Ide von Screen International hebt in ihrer Kritik die erstklassigen Leistungen beider Hauptdarsteller und die großartigen Nebendarsteller hervor, die aus der anstehenden Filmpreis-Saison als Gewinner hervorgehen könnten.

### Auszeichnungen (Auswahl)
Am 18. Dezember 2017 gab die Academy of Motion Picture Arts and Sciences bekannt, dass sich der Song You Shouldn’t Look at Me That Way in einer Vorauswahl von 70 Liedern befindet, aus der die Nominierungen in der Kategorie Bester Filmsong im Rahmen der Oscarverleihung 2018 bestimmt werden. Am gleichen Tag gab die Academy bekannt, dass sich J. Ralphs Arbeit auf einer Shortlist befindet, aus der die Nominierungen in der Kategorie Beste Filmmusik erfolgen werden. Im Folgenden eine Auswahl von Nominierungen und Auszeichnungen im Rahmen bekannter Filmpreise.
British Academy Film Awards 2018
- Nominierung als Beste Hauptdarstellerin (Annette Bening)
- Nominierung als Bester Hauptdarsteller (Jamie Bell)
- Nominierung für das Beste adaptierte Drehbuch (Matt Greenhalgh)

British Independent Film Awards 2017
- Nominierung als Bester Hauptdarsteller (Jamie Bell)
- Nominierung als Beste Nebendarstellerin (Julie Walters)
- Nominierung für das Beste Casting (Debbie McWilliams)
- Nominierung für das Beste Szenenbild (Eve Stewart)[24]

Evening Standard British Film Awards 2018
- Nominierung als Bester Darsteller (Jamie Bell)
- Nominierung für das Beste Szenenbild (Eve Stewart)[25]

Hollywood Film Awards 2017
- Auszeichnung mit dem New Hollywood Actor Award (Jamie Bell)[26]

London Critics' Circle Film Awards 2018
- Nominierung als Schauspielerin des Jahres (Annette Bening)[27]

San Francisco Film Critics Circle Awards 2017
- Nominierung als Beste Hauptdarstellerin (Annette Bening)[28]